# Demokratiska Bulgarien
Demokratiska Bulgarien (bulgariska: Демократична България - Обединение, ДБ, Demokratichna Balgariya, DB) är en politiskt allians i Bulgarien. Den bildades den 12 april 2018 som en valallians mellan de tre politiska partierna – DaB, DSB och Gröna rörelsen och slogs samman till PP–DB 2023. I april 2024 lämnade Gröna rörelsen PP–DB. DaB och DSB upprätthåller nära relationer och stämplar sig som "Demokratiska Bulgarien".

## Historik
Bildandet av Demokratiska Bulgarien tillkännagavs officiellt genom den symboliska undertecknandet av en deklaration med titeln "Ett demokratiskt Bulgarien kan göra mer". De tre partierna enades efter flera månaders samtal om samarbete under nästa allmänna val. I sitt manifest anger förbundet sina huvudmål, bland annat att vara ett alternativ till den nuvarande regeringen och att befästa Bulgariens demokratiska värderingar och europeisk-atlantiska val.

## Valresultat

### Nationalförsamlingen
| År        | Röster  | %          | Mandat   | +/–  | Status    |
| --------- | ------- | ---------- | -------- | ---- | --------- |
| Apr 2021  | 302,280 | 9,45 (#5)  | 27 / 240 | Ny   | Nyval     |
| Juli 2021 | 345 331 | 12,64 (#4) | 34 / 240 | ▲ 7  | Nyval     |
| nov 2021  | 166 966 | 6,37 (#6)  | 16 / 240 | ▲ 18 | Koalition |
| 2022      | 186 511 | 7,45 (#6)  | 20 / 240 | ▲ 4  | Nyval     |

### Europaparlamentet
| År   | Röster  | %          | Mandat | +/– |
| ---- | ------- | ---------- | ------ | --- |
| 2019 | 118 484 | 6,06 (#5)  | 1 / 17 | Ny  |
| 2024 | 290 865 | 14,45 (#3) | 1 / 17 | ▬ 0 |